# Mélisse (prénom)
Pour l’article homonyme, voir Melissa officinalis.
Mélisse et ses équivalents Mélissa, Mélyssa, Melissa et Mélitta sont des prénoms féminins.
Pour Melissa voir aussi Melissa#Prénom.

## Étymologie
Mélisse, nom de personne rare, vient du grec μέλισσα ou μελιττα : abeille. Mélisse, nom de plante, vient de μέλισσο-βοτος ou μέλισσο-φυλλον : mot à mot herbe ou feuille à abeille.

## Origines du Prénom

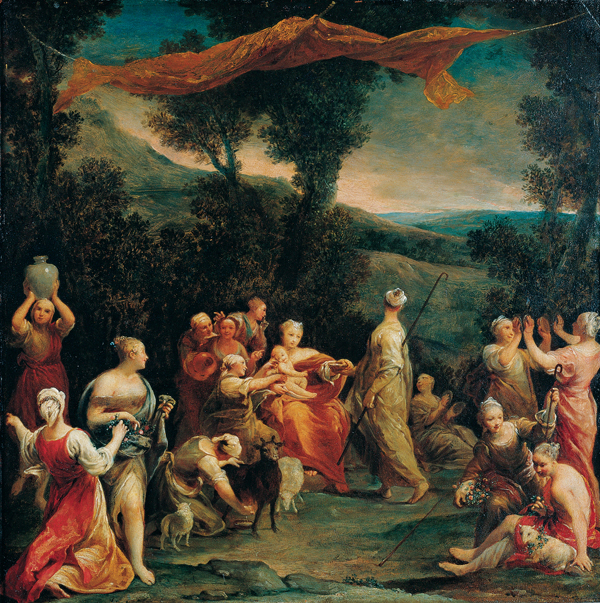
Les Mélisses et la chèvre Amalthée subvenant aux besoins de Zeus bébé pendant que les Corybantes font un vacarme pour couvrir ses cris. Jupiter parmi les Corybantes, Giuseppe Maria Crespi, vers 1730

### Nom grec
Dans la Mythologie grecque, Mélissa (parfois aussi appelée Adrasteia) est l'une des deux Mélisses, les filles de Mélissé, roi de Crète, inventeur de l'apiculture et chef des Corybantes, une confrérie vouée à Cybèle (ou Rhéa). Ce mythe est rapporté dans la Bibliothèque du Pseudo-Apollodore.
Lorsque Rhéa veut cacher Zeus, son nouveau-né,  à Cronos, son mari qui dévore ses enfants, elle s'adresse aux Mélisses : Mélissa et Ida. Les Mélisses cachent Zeus dans une caverne sous le Mont Ida en Crète. Elles le nourrissent naturellement de miel (μέλι en grec) et du lait d'une chèvre, Amalthée. Bien plus tard, lorsqu'il apprend ce qui s'est passé, Cronos transforme Mélissa en ver de terre mais Zeus reconnaissant la change à nouveau en une très jolie abeille, d'autres légendes font état de transformations similaires.
Les Mélisses sont comptées parmi les nymphes, déesses mineures protectrices de la nature aux allures de jolies jeunes femmes dans la mythologie.

### Nom révolutionnaire français

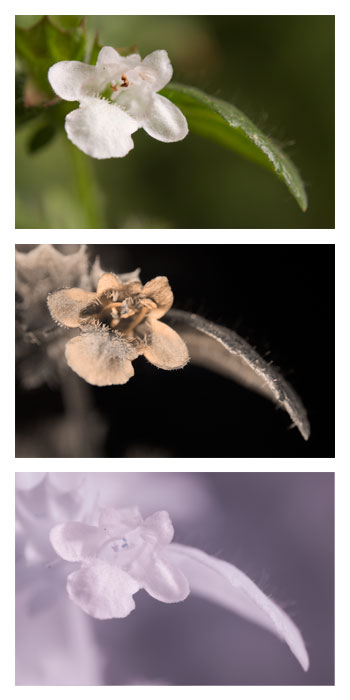
Fleur de mélisse officinale. La photo centrale montre le guide de nectar permettant aux abeilles de trouver plus rapidement le nectar ou le pollen.

Mélisse est un prénom révolutionnaire lié à l'herbe aromatique et mellifère, la mélisse, dont l'espèce la plus commune est Melissa officinalis. Mélisse était attribuée au sixième jour du mois de Prairial , équivalent au 25 mai dans le calendrier grégorien.

### Saints chrétiens
Mélisse peut être interprétée comme le féminin de Mélitios (ou Mélèce), saint romain (général martyr) mort en 218,  fêté le 24 mai, ou à saint Mélèce d'Antioche, évêque grec mort en 381,  fêté le 12 février ou encore saint Mélèce le confesseur, moine grec mort en 1286, fêté le 19 janvier. Sainte Mélisse est aussi Mélisse de Marcianopolis (vers 126-157).
Étymologiquement Mélitios est à rapprocher du grec μελισσιος : qui concerne le miel ou miellé.

## Fête
Mélisse est fêtée le 12 février.